# PlayStation
PlayStation (PS, znana także jako PSX) – 32-bitowa konsola do gier wideo, wyprodukowana przez japońskie przedsiębiorstwo Sony Computer Entertainment, zaprojektowana przez Kena Kutaragiego.
Premiera konsoli odbyła się 3 grudnia 1994 roku, kiedy to pierwsze egzemplarze trafiły na półki japońskich sklepów. Niecały rok później, 9 września 1995 roku, konsola ukazała się w Stanach Zjednoczonych, 29 września tego samego roku w części państw Europy i 1 stycznia 1996 roku w Polsce.

## Produkcja
PlayStation miała zostać stworzona we współpracy z Nintendo, jako SNES-CD – Sony miało dostarczyć czytnik CD-ROM oraz ogólnie pomóc przy architekturze systemu. Jednak z powodu różnicy zdań, Nintendo rozpoczęło współpracę z Phillips, a w 1993 roku Sony samo zaczęło prace nad swoją konsolą, dodając literę X do jej nazwy – po premierze systemu litera została usunięta, jednak skrót pozostał – PSX. Sprzedaż konsoli osiągnęła 100 milionów sztuk, natomiast ówczesny potentat na rynku konsol – SEGA oferujący konsolę Sega Saturn sprzedał niespełna 10 milionów sztuk, a Nintendo 33 mln.
Od stycznia do czerwca 1996 roku oficjalnym dystrybutorem w Polsce było przedsiębiorstwo Lanser, które zdołało sprzedać 1000 sztuk. Sony Poland, które początkowo nie było zainteresowane sprzedażą sprzętu, zdecydowało się rozpocząć promocję pod koniec czerwca 1996 roku oraz wprowadzić pierwszą obniżkę cen. W późniejszym okresie dochodziło do kolejnych obniżek i aż do końca 2000 roku sprzedano 350 000 egzemplarzy konsoli. Przyczynami wysokiej sprzedaży były pirackie gry nazywane „tłokami” oraz równoległy import. Sony Poland przez cały czas działalności walczyło z obydwoma zjawiskami przy wsparciu Fundacji Ochrony Twórczości Audiowizualnej.
3 grudnia 2018 została wydana zminiaturyzowana wersja konsoli – PlayStation Classic.

## Specyfikacja techniczna
- procesor: 32-bitowy procesor RISC R3000A MIPS taktowany zegarem 33,8688 MHz cache 4 kB[16]
  - wydajność obliczeniowa CPU: 30 Mips
- przepustowość szyny danych: 132 MB/s
- pamięć RAM: 2 MB[16]
- pamięć Video RAM: 1 MB[16]
- dźwiękowy RAM: 512 kB[16]
- maksymalna rozdzielczość: 640x480[16]
- paleta kolorów: 16,7 miliona[16]
- liczba generowanych wielokątów na sekundę: 180 000 oteksturowanych obiektów / 360 000 nieoteksturowanych[17]
- nośnik danych: płyta CD[16]
- dźwięk: 24-kanałowy procesor ADPCM[16]
- napęd CD-ROM podwójnej prędkości
- karty pamięci o pojemnościach 128, 256, 512 kB oraz 1, 2, 4, 8 MB (two in one)

## PS one
Zmniejszona wersja konsoli, PS one, została wydana w lipcu 2000 roku w Japonii, a w październiku 2000 roku w Polsce. Sprzęt umożliwia podłączenie ekranu LCD oraz podłączenie do gniazda zapalniczki samochodowej, dzięki czemu może być używana jako przenośna konsola. Wszystkie gry, które są zgodne z PlayStation, są również zgodne z PS one. Główne różnice pomiędzy PS one a PlayStation to – oprócz zmian w wyglądzie i możliwości podłączenia wyświetlacza – zmiana głównego menu konsoli oraz zabezpieczenie mające na celu uniemożliwienie zainstalowania modchipa.

## Net Yaroze
W połowie 1997 roku firma Sony wydała specjalną wersję PlayStation o nazwie Net Yaroze (jap. ネットやろうぜ! Netto yarouze!), przeznaczoną głównie dla hobbystów programowania. Charakteryzowała się czarną obudową konsoli, a także zdjętą blokadą regionalną systemu, dzięki temu można było uruchomić gry z dowolnego regionu (PAL, NTSC-U i NTSC-J). Dodatkowo wyposażona została w złącze Serial I/O, AV (z trzema cinchami) i wyjściem RFU. W roku wydania Net Yaroze kosztowało 750 dolarów w USA i 550 funtów w Wielkiej Brytanii.

## Galeria

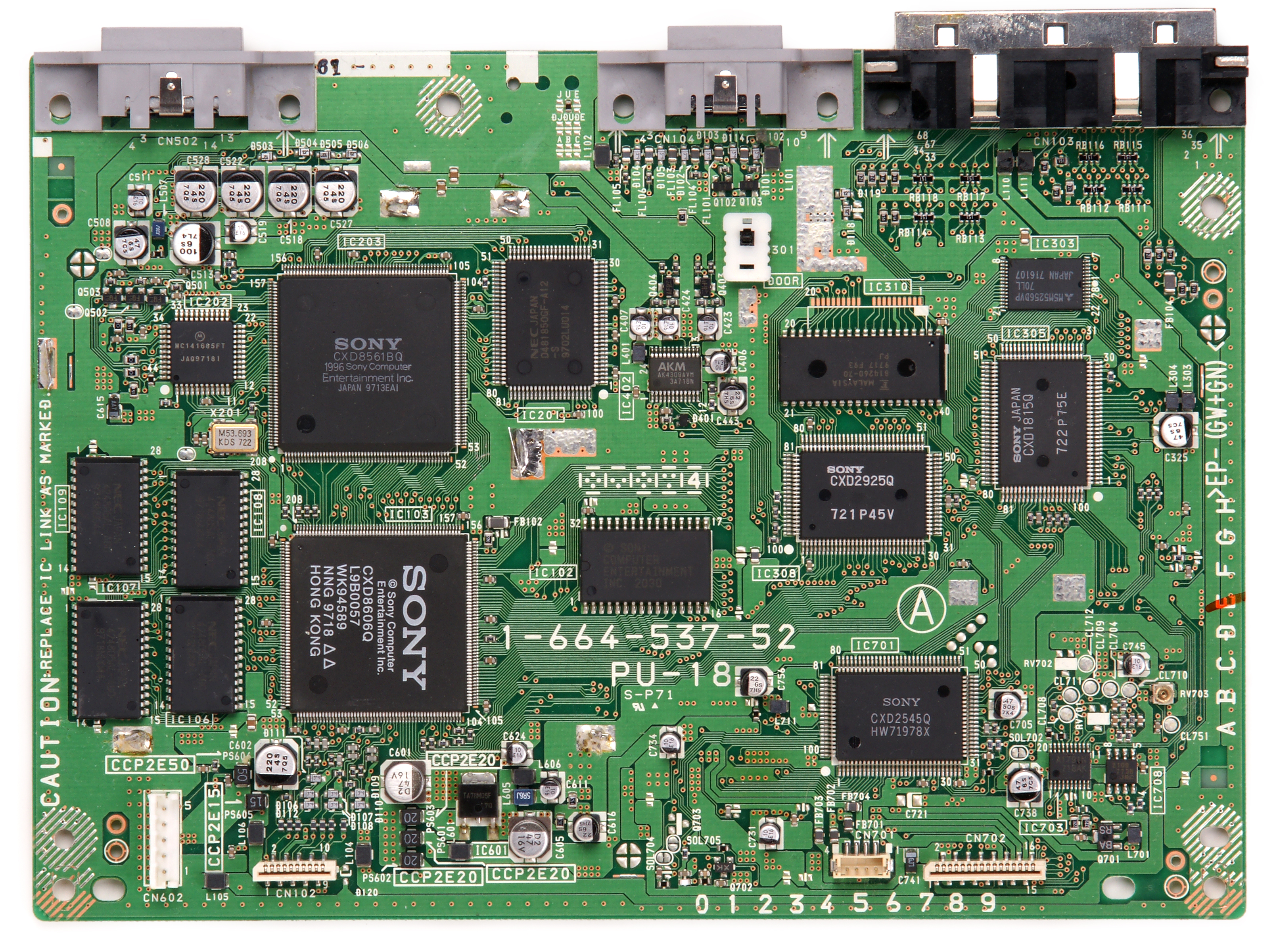
Płyta główna konsoli
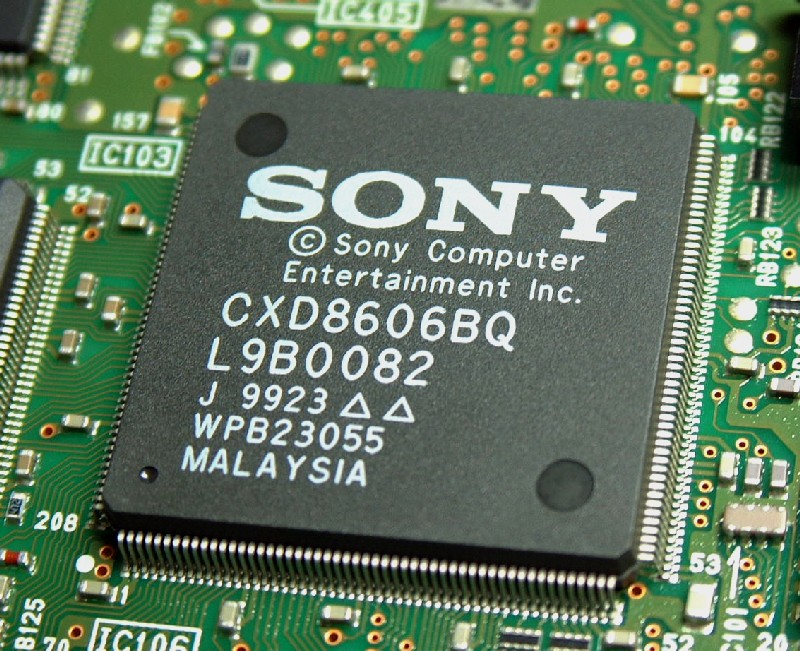
Procesor główny oraz układ przekształceń geometrycznych odpowiedzialny za grafikę 3D
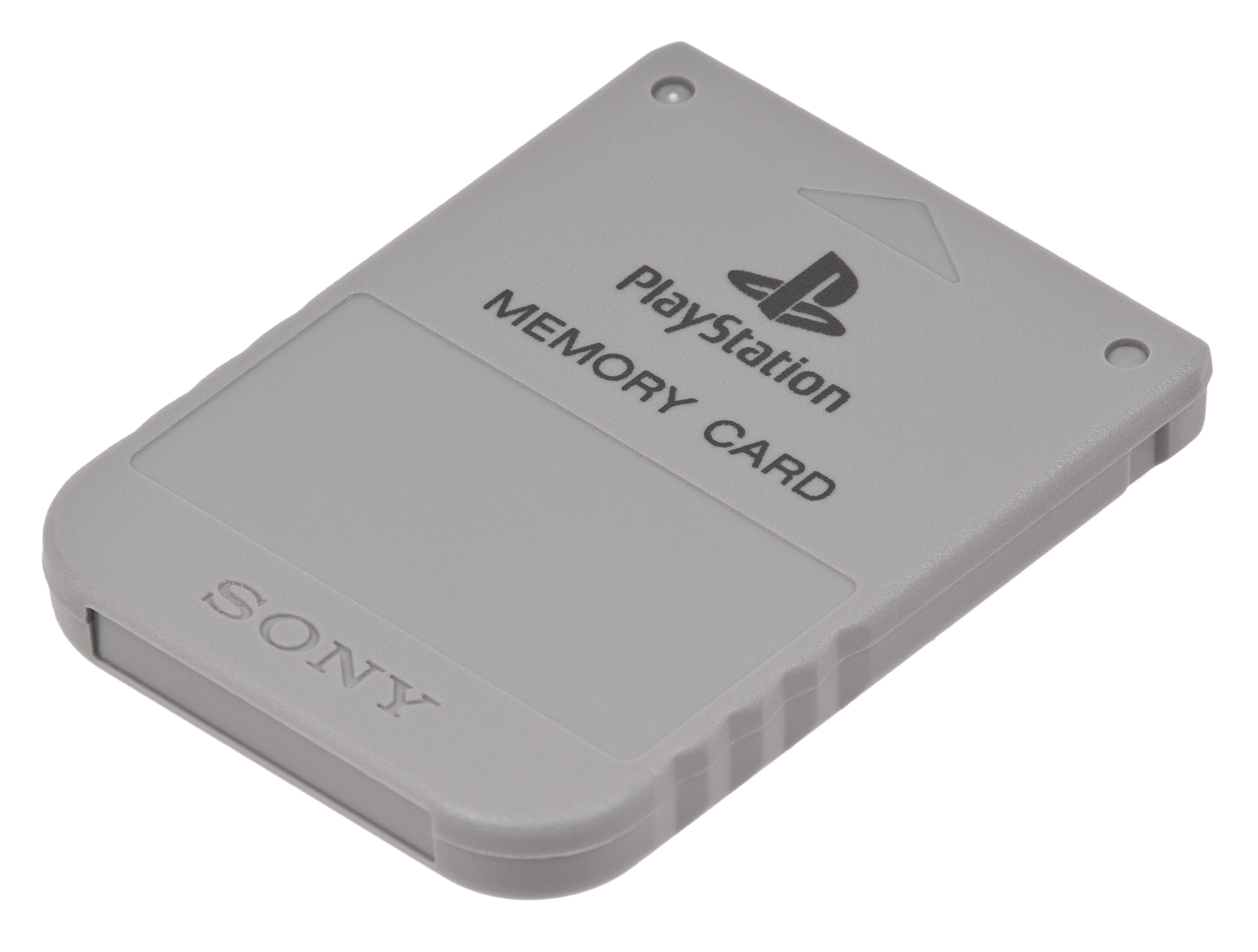
Karta pamięci konsoli
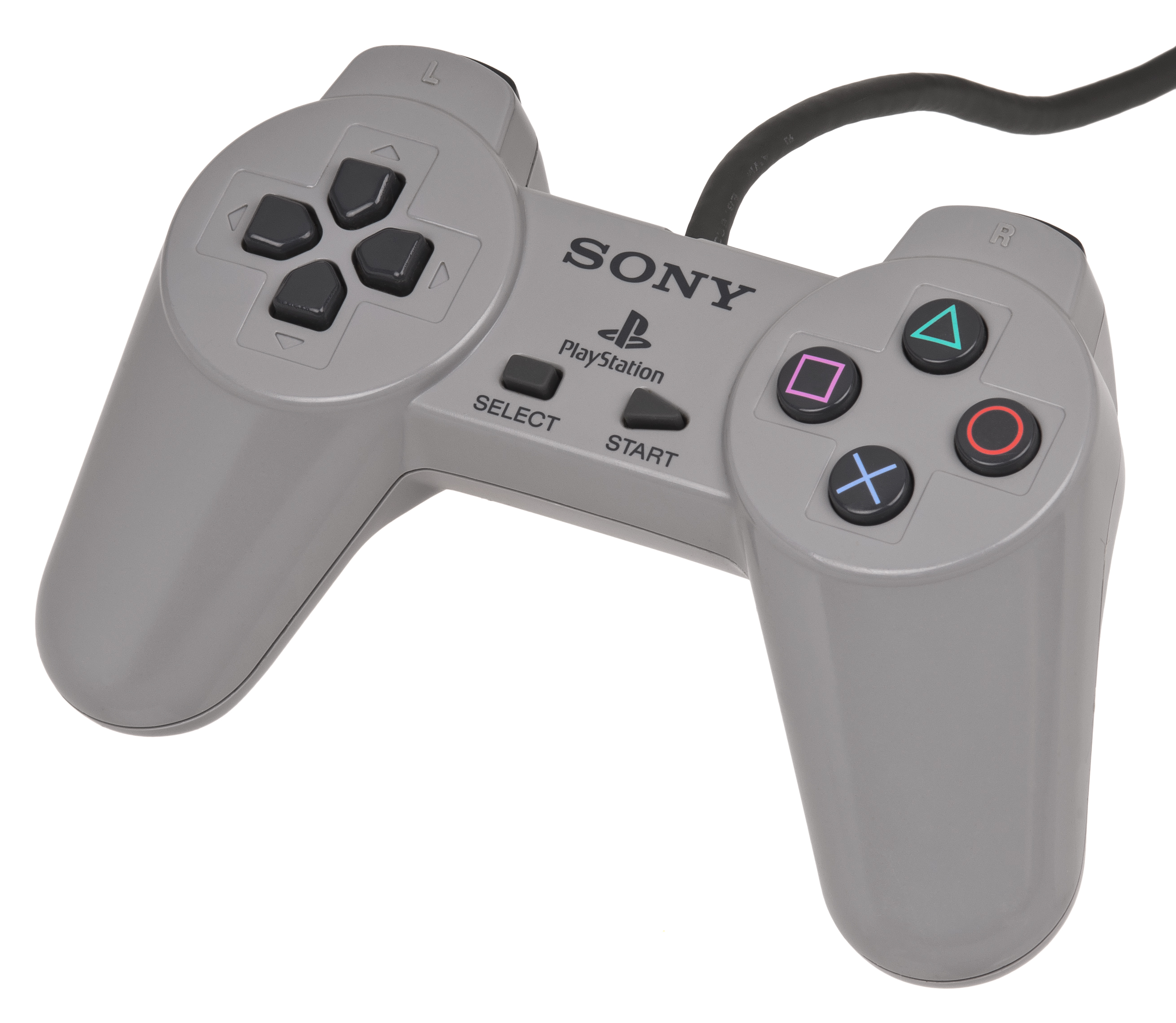
Kontroler konsoli bez gałek analogowych i wibracji
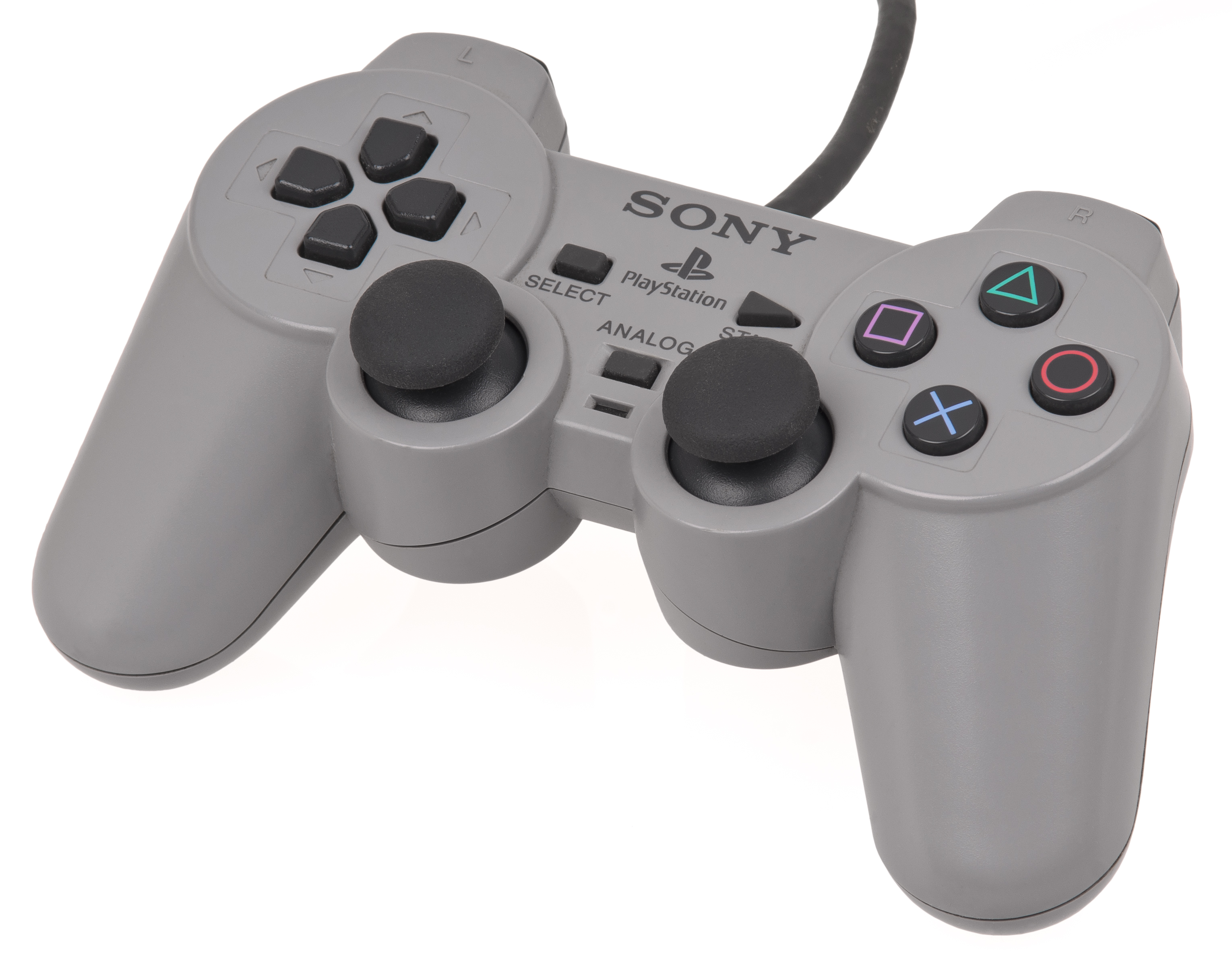
Kontroler konsoli – DualShock
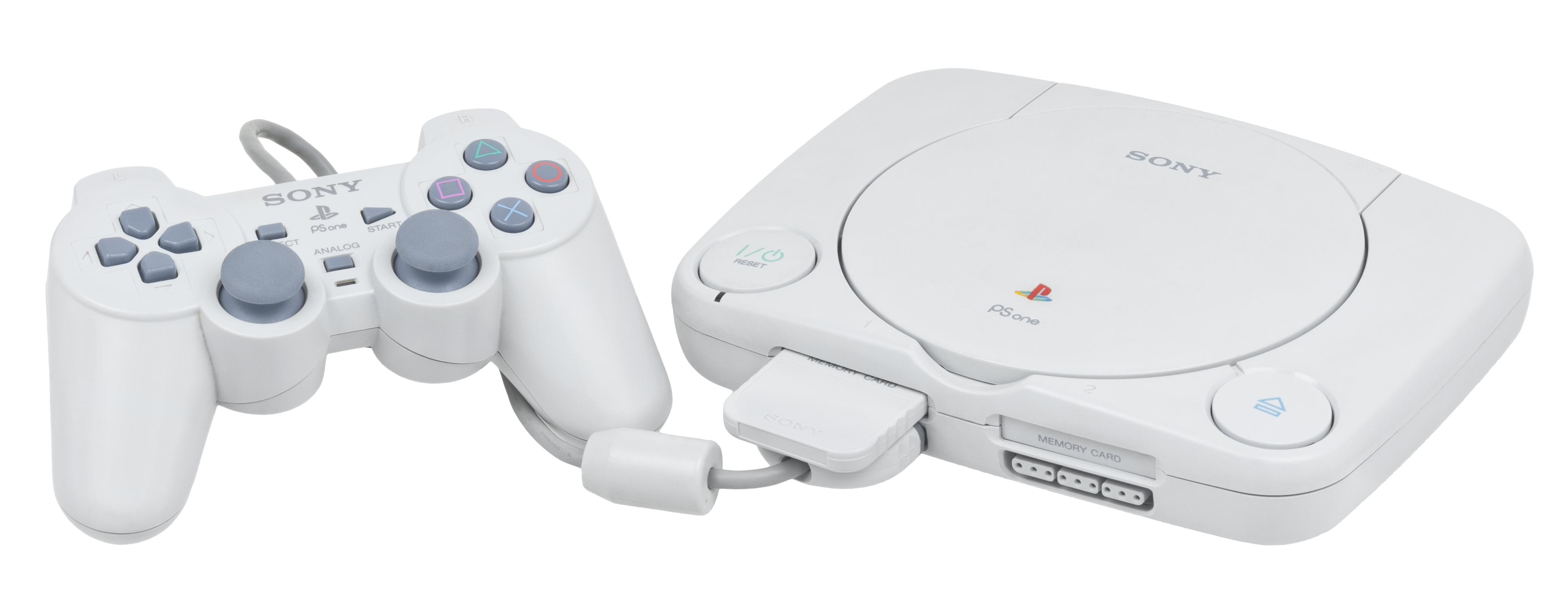
Konsola PS one bez wyświetlacza LCD
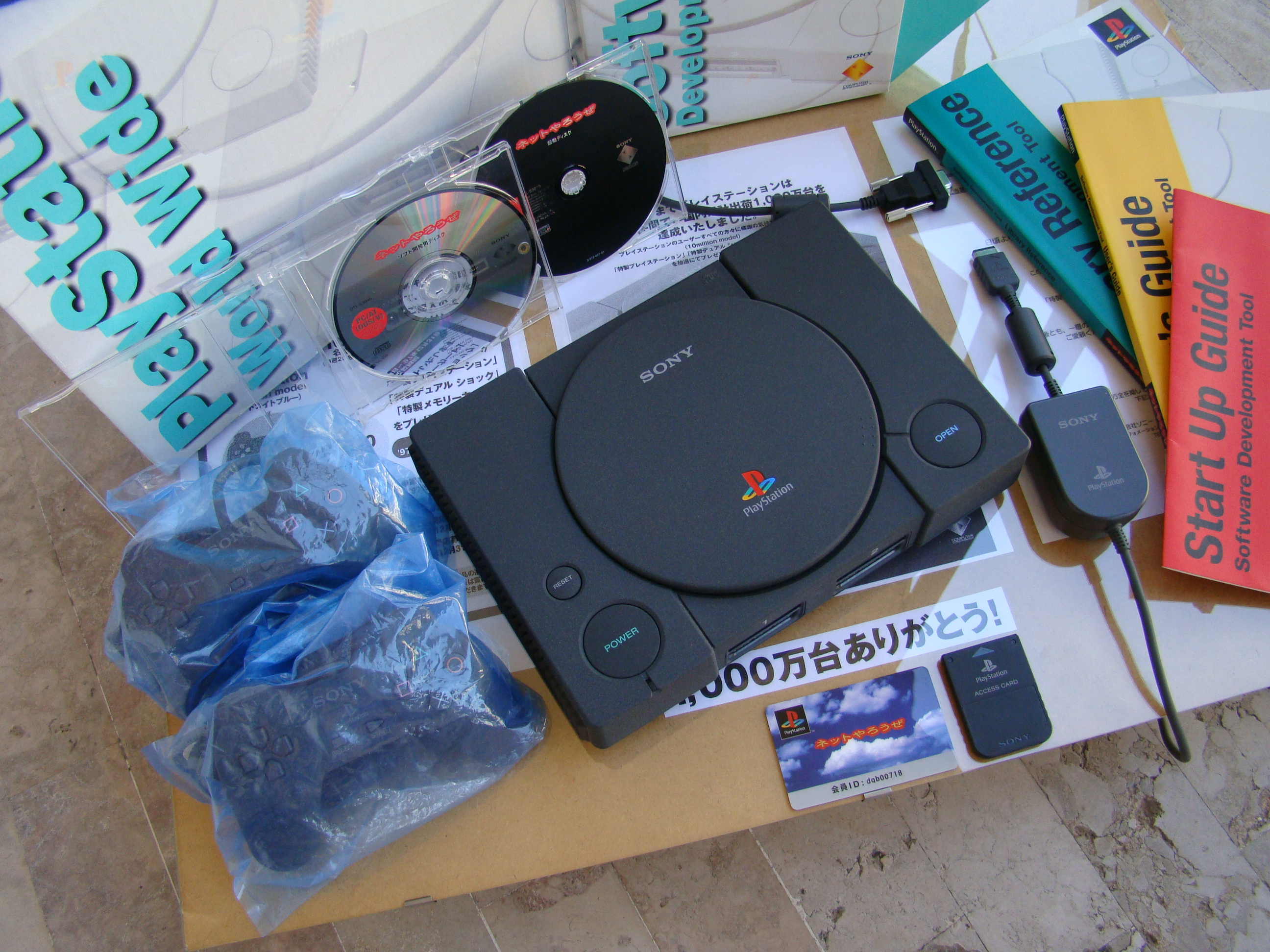
PlayStation w wersji Net Yaroze
Logo konsoli